# Nadrlje
Nadrlje (cyr. Надрље) – wieś w Serbii, w okręgu pomorawskim, w gminie Rekovac. W 2011 roku liczyła 153 mieszkańców.